# Хотень (усадьба)

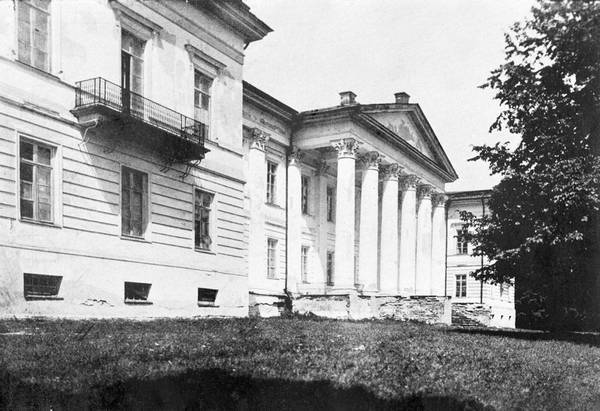
Дворец графини Строгановой на дореволюционном фото (не сохранился)

Хотень — усадьба, выстроенная на рубеже XVIII—XIX вв. по проекту Джакомо Кваренги в селе Хотень Харьковской губернии (ныне Сумский район Сумской области Украины). В то время это был центр огромной латифундии Кондратьевых (не менее 120 000 десятин в одной только Харьковской губернии).
Усадьбу на левом берегу Олешни заложил в 1689 году сумский полковник Герасим Кондратьев. В 1786 году на средства его наследников была возведена Успенская церковь. Сохранившиеся чертежи Кваренги «говорят о большом размахе и представительности усадьбы». К парадному двору от коринфских пропилей вела широкая аллея, по сторонам от которой высились два флигеля.

Величественный дворец в 87 комнат имел два фасада, парадный и садовый, с коринфскими портиками на 6 колонн, над которыми виднелся герб владельцев. По сторонам от портика фасад разнообразили парные ризалиты с балконами. На удалении от барских покоев были распределены хозяйственные строения. Вокруг них был насажен большой парк. 

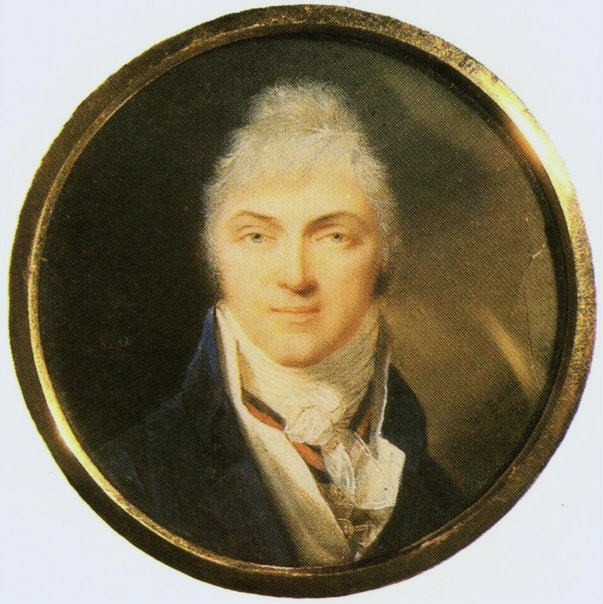
Создатель усадьбы, тайный советник М. И. Комбурлей

В начале XIX века Анна Андреевна, правнучка Герасима Кондратьева, вышла замуж за курского губернатора Михаила Комбурлея и принесла ему в приданое кондратьевское наследство. Стараниями Анны Андреевны, которая редко выезжала из Хотени, было завершено формирование усадебного ансамбля — наиболее чистого на Слобожанщине примера палладианской архитектуры. По сведениям П. А. Ярославского, завершал строительные работы просветитель А. А. Палицын, «по планам которого построены в Хотени большая каменная оранжерея, конюшни и целая улица деревянных сельских домов для музыкантов и певчих».

Известно о посещении этого крупного и богатого имения такими литераторами, как В. Н. Каразин, В. И. Туманский, Ф. Н. Глинка, Д. В. Давыдов. Современников восхищали большой танцевальный зал, разнообразные по рисунку печи и самые примечательные в Слободской Украине домовые фрески: «Лучшие мастера расписывали эти тончайшие орнаменты на потолках, фризах dessus de porte. Многочисленные изумрудно-зелёные, оранжевые, фиолетово-красные, сиреневые залы представляют нисколько не меньший интерес, чем прославленные залы Ляличского дворца», — полагал Г. К. Лукомский. 

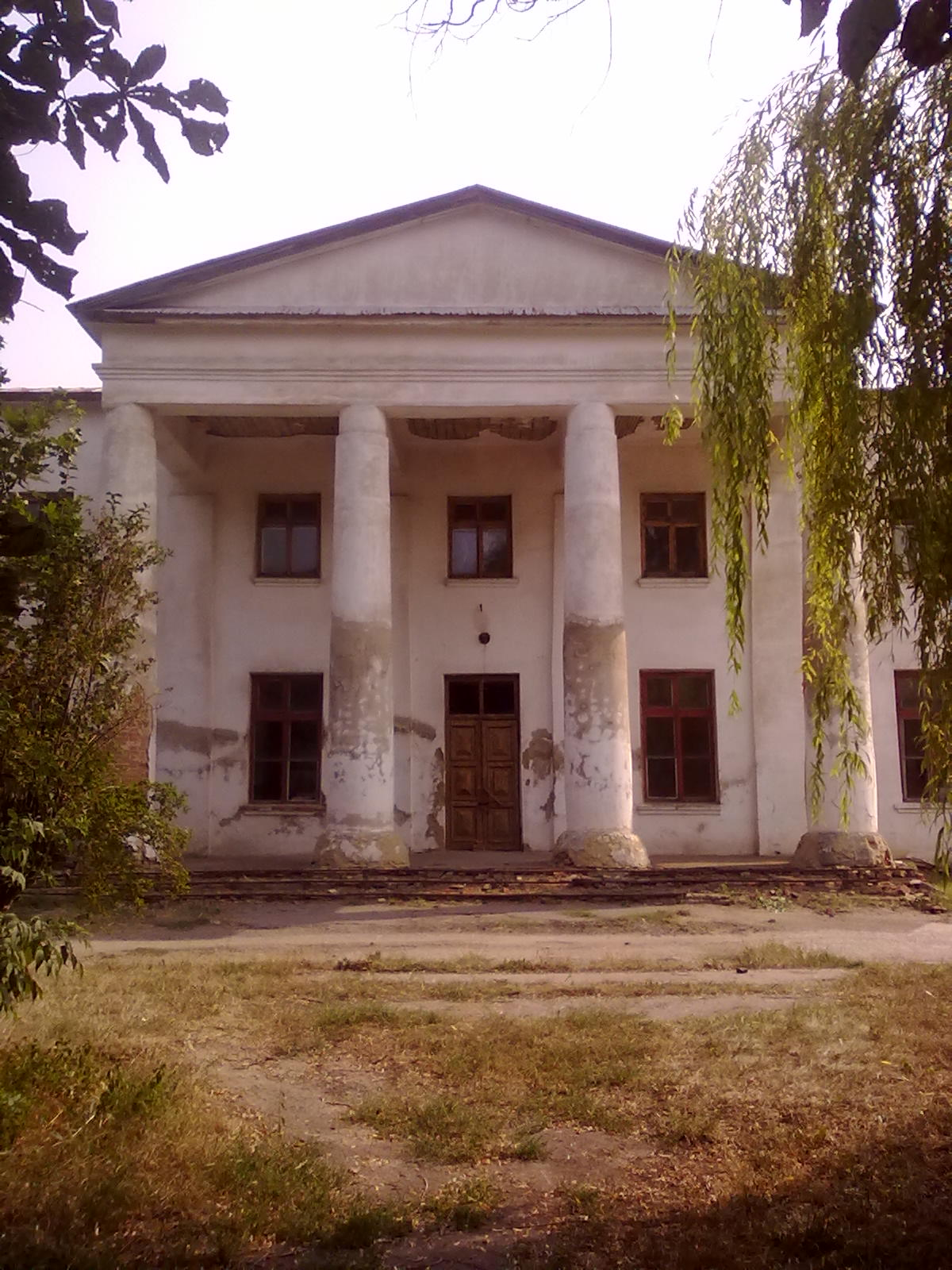
Левый флигель усадьбы

После четы Комбурлей поместьем владел их зять Д. П. Бутурлин, который долгое время работал здесь над историческими трудами. Во второй половине XIX века Хотень принадлежала его дочери — жене графа П. С. Строганова, человека с ярко выраженными художественными интересами. В гостях у Строгановых бывали художники И. Н. Крамской, Ф. А. Васильев, Г. И. Нарбут, а также декабрист С. Г. Волконский.
После смерти в 1911 году бездетного графа Строганова его наследники вступили в затяжной судебный спор, предметом которого, среди прочего, была и усадьба в Хотени. Изящная ампирная мебель была вывезена в Харьков, и бесхозное имение стало приходить в упадок. Г. К. Лукомский, посетивший Хотень в начале XX века, отмечал подступавшую к усадьбе «мерзость запустения: в залах нижнего этажа ссыпано зерно, обваливаются плафоны, выкрадены камины, двери, зияют трещины в наружных стенах здания».
По итогам процесса суд утвердил в наследстве «целую плеяду отдаленных родственников, частью обнищалых, продавших свои доли наследства еврею Шкопу». В 1916 году брошенное имение приобрёл сахарозаводчик Лещинский, владелец соседней усадьбы Кияница, но уже через два года, с началом гражданской войны, усадьба сгорела. Как и многие другие усадебные памятники бывшей Российской империи, дворец в Хотени превратился в развалину. До нашего времени уцелели только идентичные двухэтажные флигели с ионическими портиками в четыре колонны — пример сухого, строгого, мощного классицизма.
С советского времени флигели Кваренги занимает средняя школа, для нужд которой в 1960-е годы сзади западного флигеля была возведена пристройка.